# 小叶黄耆
小叶黄耆（学名：Astragalus hulunensis）是豆科黄芪属的植物，为中国的特有植物。分布于中国大陆的内蒙古等地，生长于海拔700米的地区，多生长于干山坡石砾地，目前尚未由人工引种栽培。